# Czesław Centkiewicz
Czesław Jacek Centkiewicz (ur. 18 października 1904 w Warszawie, zm. 10 lipca 1996 tamże) – polski pisarz, reportażysta, podróżnik, inżynier elektryk.

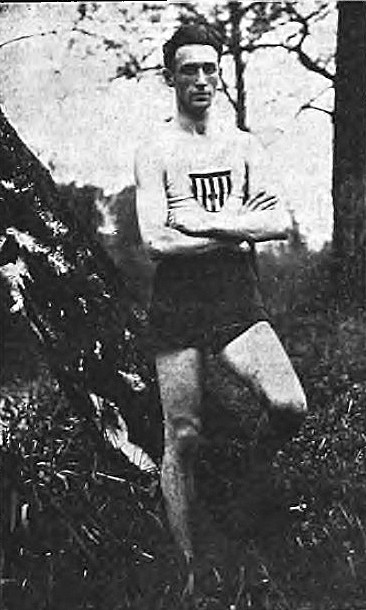
Czesław Centkiewicz podczas mistrzostw Polski w 1925

## Życiorys
Jego rodzicami byli Stanisław Rudolf Centkiewicz i Stanisława, z domu Bresteczer. Miał starszego brata Rafała i młodszą siostrę Halinę, malarkę. W czasie I wojny światowej z rodziną ewakuowany do Kijowa, w 1916 do Tweru, gdzie ojciec pracował przy budowie kolei transsyberyjskiej. W 1914 wstąpił do III Kijowskiej Drużyny Skautów im. Romualda Traugutta, a po powrocie do Polski w 1918 do XX Warszawskiej Drużyny Harcerskiej. W 1920 jako żołnierz Armii Ochotniczej brał udział w wojnie polsko-bolszewickiej. W 1924 ukończył Gimnazjum Kazimierza Kulwiecia w Warszawie. Następnie podjął studia wyższe, w latach 1926–1928 w Grenoble, a następnie w Liége, gdzie w 1929 ukończył wydział elektryczny w Institut SuperierTechnique de Liége, otrzymując dyplom inżyniera elektryka. Odbył praktykę w m.in. we francuskich elektrowniach wodnych w Drac-Romanye (Alpy) i Ludyan (Pireneje). W latach 1930–1931 pracował w Polskich Zakładach Radiotechnicznych w Warszawie. Był autorem prac naukowych z zakresu radiometeorologii i elektrotechniki. W latach 1931–1932 pracował w Obserwatorium Aerologicznym Państwowego Instytutu Meteorologicznego w Legionowie oraz w obserwatoriach w Jabłonnie, Gdyni i Helu oraz w Duńskim Instytucie Magnetyzmu Ziemskiego w Kopenhadze. Współpracował wtedy z Janem Grutzmanem oraz Jean Lugeonem. W 1934 pracował u prof. Czesława Białobrzeskiego w Zakładzie Fizyki Teoretycznej Uniwersytetu Warszawskiego. W 1935 został kierownikiem Działu Radio-Meteorologicznego Państwowego Instytutu Meteorologicznego. W latach 1937–1939 pracował w Państwowych Zakładach Tele-Radiotechnicznych nad aparatem radio-geniometrycznym, służącym do sondowania wysokich warstw atmosfery.
Realizował się także jako sportowiec i podróżnik. W młodości uprawiał narciarstwo i lekkoatletykę od 1921 reprezentując Varsovię, zdobył m.in. srebrny medal mistrzostw Polski seniorów 1925 (Warszawa) w biegu przełajowym na dystansie ok. 10 kilometrów. W 1926 brał udział w wyprawie w Alpy, w czasie której poznał swoją przyszłą żonę, Alinę (pobrali się w listopadzie 1939). W latach 1932–1933 był jednym z uczestników pierwszej polskiej wyprawie polarnej na Wyspę Niedźwiedzią w archipelagu Svalbard w Arktyce.
Podczas okupacji niemieckiej pracował w Państwowym Zakładzie Ubezpieczeń Wzajemnych. Po upadku powstania warszawskiego w 1944 został wywieziony i osadzony w niemieckim obozie koncentracyjnym Neuengamme k. Hamburga, a następnie przewieziony na roboty przymusowe do Berlina.
Po zakończeniu II wojny światowej powrócił do Polski. 1 czerwca 1945 został powołany przez pełnomocnika rządu na stanowisko dyrektora technicznego Zjednoczenia Energetycznego Okręgu Dolnośląskiego w Jeleniej Górze, które sprawował do 1 czerwca 1949. Od 9 listopada 1949 do 15 października 1950 pełnił obowiązki kontrolera Działu Kredytowego Oddziału NBP w Jeleniej Górze. W 1950 przeprowadził się wraz z żoną Aliną do Legionowa, gdzie podjął pracę w Obserwatorium Meteorologicznym PIHM. W drugiej połowie 1955 przenieśli się na Saską Kępę w Warszawie, zamieszkali w domu przy ul. Zakopiańskiej 16.
Od drugiej połowy lat 40. razem z żoną kontynuował wyprawy polarne, które zainspirowały serię wspólnie pisanych opowieści dla dzieci i młodzieży. Centkiewiczowie wzięli udział m.in. w wyprawie badawczej na Antarktydę w latach 1958–1959. Był członkiem Związku Literatów Polskich, pełnił m.in. funkcję jego wiceprezesa. W październiku 1946 został członkiem PPS, od grudnia 1948 należał do PZPR.
Zmarł w Warszawie, pochowany obok żony Aliny w Alei Zasłużonych na cmentarzu Wojskowym na Powązkach (kwatera A3 tuje-2-15).

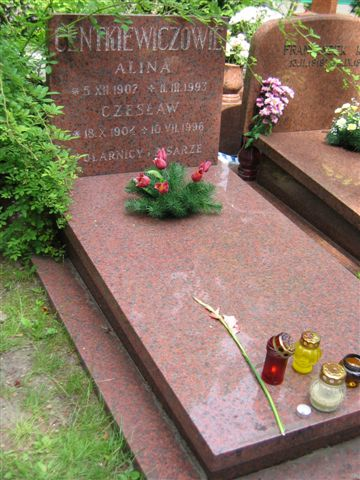
Nagrobek Aliny i Czesława Centkiewiczów na cmentarzu Wojskowym na Powązkach.

## Twórczość
- Czeluskin (1934)
- Wyspa mgieł i wichrów (1934)
- W krainie zorzy polarnej (1936)
- Znowu na północy (1936)
- Anaruk, chłopiec z Grenlandii (1937)
- Biała foka (1938)
- Loty nad śniegami (1938)
- W lodach północy (1948)

### Wspólnie z Aliną Centkiewicz
- Odarpi, syn Egigwy (1949)
- Zdobywcy bieguna północnego (1950)
- Na podbój Arktyki (1952)
- W lodach Eisfiordu (1953)
- Radiostacja zamilkła (1953)
- Znowu na Wyspie Niedźwiedziej (1954)
- Arktyka, kraj przyszłości (1954)
- Niezwykła podróż (1955)
- Bohaterski szturman (1956)
- Na białym szlaku (1956)
- Pułkownik Orvin mylił się (1959)
- Wyspy mgieł i wichrów (1959)
- Tajemnice szóstego kontynentu (1960)
- Opowieści spod bieguna (1960)
- Kierunek – Antarktyda (1961)
- Fridtjof, co z ciebie wyrośnie? (1962)
- Zaczarowana zagroda (1963)
- Mufti – osiołek Laili (1964)
- Tumbo z Przylądka Dobrej Nadziei (1964) (Klub Siedmiu Przygód)
- Czy foka jest biała (1965)
- Piotr w krainie białych niedźwiedzi (1965)
- Człowiek, o którego upomniało się morze (1966)
- Okrutny biegun (1969)
- Osaczeni wielkim chłodem (1970)
- Nie prowadziła ich Gwiazda Polarna (1974)
- Tumbo nigdy nie zazna spokoju (1977) (Klub Siedmiu Przygód)

## Ordery i odznaczenia
- Order Sztandaru Pracy I klasy (21 lipca 1972)[13]
- Krzyż Komandorski z Gwiazdą Orderu Odrodzenia Polski (1984)[14]
- Order Sztandaru Pracy II klasy[11]
- Krzyż Oficerski Orderu Odrodzenia Polski[11]
- Krzyż Kawalerski Orderu Odrodzenia Polski[11]
- Złoty Krzyż Zasługi (dwukrotnie[11]: 13 września 1933[15], 25 czerwca 1946[16])
- Medal 40-lecia Polski Ludowej (1984)[17]
- Medal 10-lecia Polski Ludowej (19 stycznia 1955)[18]
- Medal Komisji Edukacji Narodowej[11]
- Medal im. Mikołaja Kopernika Polskiej Akademii Nauk[11]
- Kawaler Orderu Uśmiechu (1970)
- Odznaka tytułu honorowego „Zasłużony dla Kultury Narodowej” (1987)[19]
- Odznaka „Zasłużony Działacz Kultury”[11]
- Złota odznaka honorowa „Za Zasługi dla Warszawy” (1965)[20]
- Odznaka ZAiKS-u (1978)[21]

## Nagrody
- Nagroda Prezesa Rady Ministrów (1955)
- Nagroda marynistyczna im. Mariusza Zaruskiego (1963)
- Nagroda I stopnia Ministra Kultury i Sztuki (1969)
- Nagroda „Problemów” (wraz z żoną Aliną) (1963)[22]
- Dyplom honorowy Związku Pisarzy ZSRR (1976)[23]

## Upamiętnienie
- W 2004 rondo u zbiegu ulic Jagiellońskiej i Parkowej w Legionowie nadano imię Aliny i Czesława Centkiewiczów[24], w 2014 jedna z ulic w Serocku została nazwana imieniem Czesława Centkiewicza[25].
- 26 września 2012 otrzymał pośmiertnie tytuł Honorowego Obywatela Miasta Legionowa.
- Szkoła Podstawowa nr 9 w Bełchatowie nosi imię Aliny i Czesława Centkiewiczów[26].
- Publiczna Szkoła Podstawowa nr 5 w Wałbrzychu nosi imię Aliny i Czesława Centkiewiczów.